# Estreito de Hecate

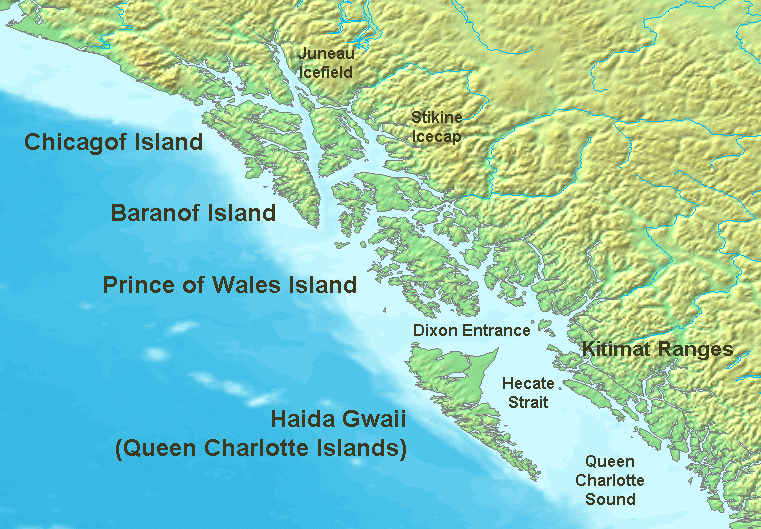
Ilhas e estreitos da costa do Canadá no Pacífico.

O estreito de Hecate (Haida: Seegaay) é um grande mas pouco profundo corpo de água que separa as ilhas da Haida Gwaii da parte continental da Colúmbia Britânica no Canadá.
O estreito junta a Entrada Dixon no Alasca ao norte e a enseada da Rainha Carlota ao sul. Tem 260 km de comprimento e 65–130 km de largura. Dantes era abundante em salmão e halibute. Por ser pouco profundo é especialmente susceptível às tempestades violentas.